# Montfort-l’Amaury (Adelsgeschlecht)

Wappen derer von Montfort-l’Amaury

Montfort-l’Amaury war eine Familie des französischen und anglonormannischen Adels, die ab dem Beginn des 11. Jahrhunderts bezeugt ist. Die Familie ist Mitte des 14. Jahrhunderts ausgestorben.
Sie ist nicht mit anderen Adelsgeschlechtern des Namens Montfort zu verwechseln (siehe unten).

## Geschichte

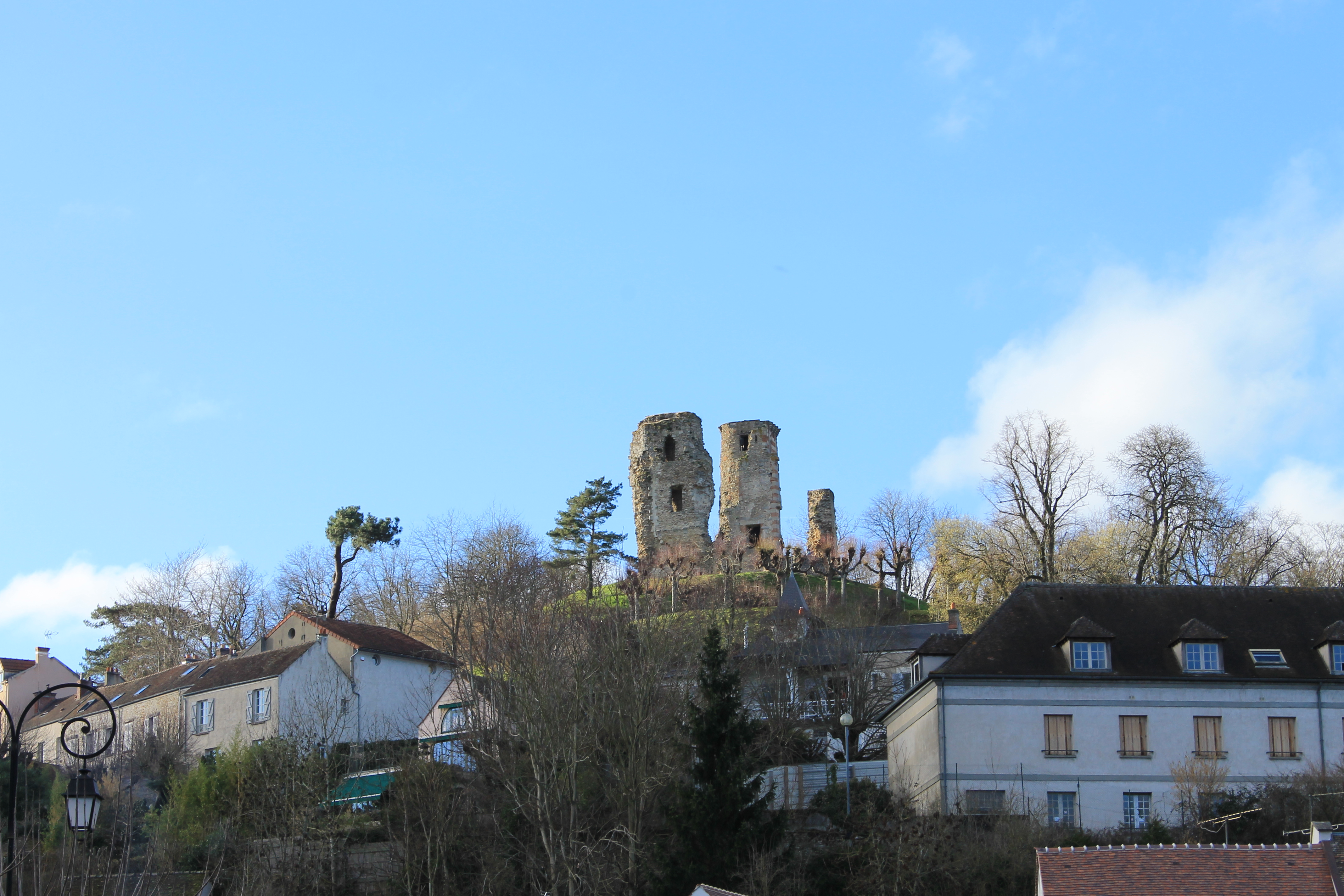
Ruine der Burg Montfort

Ihr Stammsitz war die Burg Montfort in der Region Yvelines in der Île-de-France. Der unhistorische Namenszusatz l’Amaury dient vor allem zur Unterscheidung zu anderen Familien gleichen Namens (z. B. auch zu dem Vorarlberger Haus Montfort) und lehnt sich an die Entscheidung des Herkunftsortes der Familie an, sich nach dem ersten Herren von Montfort in Montfort-l’Amaury umzubenennen.
Die Familie Montfort spielte ab dem Ende des 11. Jahrhunderts bis ins dritte Viertel des 13. Jahrhunderts hinein sowohl in Frankreich als auch in England eine herausragende Rolle. Ihr Aufstieg begann mit Simon I. de Montfort, der die Erbin der normannischen Grafschaft Évreux heiratete. Seine Tochter war Bertrada von Montfort, deren Ehe mit König Philipp I. von Frankreich zu einer Krise zwischen Frankreich und dem Papst führte. Die von Amaury III. für Bertrada gegründete Abtei Hautes-Bruyères wurde zur Grablege der Familie.
Um 1170 begann die Hinwendung der Familie zum englischen Adel: Amaury V. heiratete die Tochter des Earl of Gloucester, sein Bruder Simon IV. die Tochter des Earl of Leicester, deren Söhne Amaury VI. und Simon V. im Jahr 1200 bzw. 1205 dann die Erbschaften antraten. Während Amaury VI. aufgrund einer militärischen Auseinandersetzung mit dem französischen König Évreux abgeben musste, konnte Simon seinen Besitz in Frankreich halten. Seine Bindung an den Papst, seine Teilnahme am Vierten Kreuzzug, vor allem aber seine Erfolge bei den Albigenserkreuzzügen sicherten seine Position, zumal der Kampf gegen die Albigenser ihm auch eine Reihe von Titeln in Südfrankreich einbrachte, der in dem eines Herzogs von Narbonne und Graf von Toulouse gipfelte. Unter ihm stieg die Seigneurie Montfort zur Grafschaft Montfort auf.
Sein weniger fähiger Sohn Amaury VII. trat die Eroberungen seines Vaters an den französischen König ab und zog sich auf seinen Besitz in Nordfrankreich zurück; Jahre später wurde er zum Connétable von Frankreich ernannt. Über dessen Enkelin Beatrix, die Robert IV., Graf von Dreux heiratete, kam der montfort'sche Besitz an das Haus Frankreich-Dreux und damit an die Herzöge von Bretagne, die später zeitweise den Namen Montfort führten.
Amaurys Bruder Simon VI. übernahm den englischen Besitz. Er folgte als Earl Lord High Steward und Earl of Leicester und wurde der Anführer der ersten Revolution auf englischem Boden, de facto Regent Englands und starb 1265 im Kampf gegen die Truppen seines Schwagers, König Heinrich III. Zwei seiner überlebenden Söhne schlossen sich Karl von Anjou an und gingen nach Italien, Guy heiratete eine Erbin der Familie Aldobrandeschi und wurde Graf von Nola, er ermordete 1271 Heinrich, den Sohn des deutschen Königs Richard von Cornwall, wofür Guy exkommuniziert wurde; er verbrachte die letzten 20 Jahre seines Lebens im Gefängnis. Über seine Tochter Anastasia ging Grafschaft Nola dann an die Familie Orsini.
Eine jüngere Linie des Hauses schließlich, Nachkommen von Guy de Montfort, Bruder Simons V., der nach Simons Tod den Kampf im Languedoc bis zu seinem eigenen Tod 1228 fortführte, erwarb im Heiligen Land die Herrschaften Tyros und Toron und spielte einige Generationen lang im Königreich Jerusalem sowie im Königreich Zypern eine herausragende Rolle.
Mitte des 14. Jahrhunderts waren alle Linien der Familie erloschen.
Der Grafentitel von Montfort-l’Amaury ging durch Ehe zunächst an die Herzöge von Bretagne aus dem Hause Frankreich-Dreux und erlosch spätestens 1532 durch endgültige Vereinigung der Grafschaft mit der französischen Krondomäne.

## Stammliste (Auszug)
1. Amaury I. de Montfort (1022–1052 bezeugt)
  1. Simon I. (1052 bezeugt; † wohl 1087), Sire de Montfort; ⚭ I Isabeau de Broyes, Dame de Nogent-le-Roi, Tochter von Hugues I. (Maison de Broyes); ⚭ II NN; ⚭ III Agnès d’Évreux, Tochter von Richard, Graf von Évreux (Rolloniden)
    1. (I) Amaury II. (* 1052; † wohl 1089)
    2. (I) Isabelle, Dame de Nogent-le-Roi, als Witwe geistlich in Hautes-Bruyères; ⚭ Raoul III. de Tosny († 1102), Sire de Conches-en-Ouche, (Haus Tosny)
    3. (I ?) Guillaume († 12. August 1102), 1095–1102 Bischof von Paris
    4. (III) Richard († wohl November 1092)
    5. (III) Simon II. († nach 1104)
    6. (III) Bertrada († 14. Februar 1117), nach 1104 geistlich in Hautes-Bruyères; ⚭ I 1089, geschieden 1092, Fulko IV., Graf von Anjou († 1109), (Haus Château-Landon); ⚭ II 1092, verstoßen 1104, Philippe I., König von Frankreich († 1108), (Stammliste der Kapetinger)
    7. (III) Amaury III. († nach 1136), Sire de Montfort, 1118 Graf von Évreux; ⚭ I Richildis, Tochter von Balduin II., Graf von Hennegau (Haus Flandern); ⚭ II Agnes de Garlande († 1143), Tochter von Anceau, Graf von Rochefort
      1. (I oder II) Amaury IV. († 1140), Graf von Èvreux, Seigneur de Montfort
      2. (II) Simon III. († 1181), Graf von Évreux und Rochefort, Seigneur de Montfort; ⚭ Mahaut
        1. Amaury V. († 1182), Graf von Évreux; ⚭ Mabel FitzRobert († 1188), Tochter von William FitzRobert, 2. Earl of Gloucester, (Plantagenet)
        2. Bertrade (* 1155; † 1227); ⚭ Hugh de Kevelioc, 3. Earl of Chester († 1181), (Haus Conteville)
          1. Amaury VI. († vor 1213), 1191–1200 Graf von Évreux, 1200–1210 Earl of Gloucester

        3. Simon IV., Sire de Montfort, Graf von Montfort und Rochefort († 1188); ⚭ Amicie de Leicester († 1215), Tochter von Robert de Beaumont, 3. Earl of Leicester, (Haus Beaumont)
          1. Simon V. († 1218), Sire de Montfort et de Rochefort, 5. Earl of Leicester, 1209 Anführer des Albigenserkreuzzugs, Vizegraf von Béziers und Vizegraf von Carcassonne, Herzog von Narbonne, Graf von Toulouse; ⚭ Alix de Montmorency († 1221), Tochter von Bouchard IV. de Montmorency (Stammliste der Montmorency)
            1. Amaury VII. († 1241), 1218–1223 Herzog von Narbonne, Graf von Toulouse, Vizegraf von Béziers und Carcassonne, 1218 Sire de Montfort, 1223 Graf von Montfort, 1230–1235 Connétable von Frankreich; ⚭ Beatrix von Viennois († 1248), Tochter von Guigues VI., Dauphin von Viennois, (Älteres Haus Burgund) und Beatrix von Sabran, Gräfin von Gap und Embrun
              1. Johann I. († 1249), Graf von Montfort; ⚭ Jeanne, Dame de Château-du-Loir, Tochter von Geoffroy VI., Vizegraf von Châteaudun (Haus Châteaudun), sie heiratete in zweiter Ehe Jean de Brienne, genannt Jean d’Acre (Johann von Akko), 1258–1266 Bouteiller de France, (Haus Brienne)
                1. Beatrix († 1311), 1260 Gräfin von Montfort, Dame de Rochefort, de Château-du-Loir etc.; ⚭ Robert IV. Graf von Dreux und Braine († 1282), (Haus Frankreich-Dreux)

              2. Marguerite (1256/84 bezeugt); ⚭ Jean III. Graf von Soissons († vor 1286), (Haus Nesle)
              3. Laure, Dame d‘Épernon; ⚭ Ferdinand Infant von Kastilien, Graf von Aumale († vor 1267), (Stammliste des Hauses Burgund-Ivrea)
              4. Adèle († 1279); ⚭ Simon II. de Clermont († 1286), Seigneur d’Ailly et de Nesle, (Haus Clermont)

            2. Guy († 1220); ⚭ Petronilla von Comminges, Gräfin von Bigorre, Vizegräfin von Marsan, Tochter von Bernhard VI., Graf von Comminges, (Haus Comminges), Witwe von Gaston VI., Vizegraf von Béarn, geschieden von Nuno Sanchez von Aragón, Graf von Roussillon, (Haus Barcelona)
              1. Alix († 1255), Gräfin von Bigorre

            3. Simon VI. († 1265), 1236 Lord High Steward, 1239 6. Earl of Leicester, 1248 Vizekönig von Gascogne, 1264/65 Regent von England; ⚭ Eleanor von England († 1275), Tochter von Johann Ohneland, König von England (Plantagenet), Witwe von William Marshal, 2. Earl of Pembroke
              1. Henry († 1265)
              2. Simon († 1271)
              3. Guy († 1291), Graf von Nola, 1269 Vikar der Toskana, 1271 gefangen; ⚭ Margherita Aldobrandeschi, Signora di Grosseto, Sovana, Pitigliano etc., Erbtochter von Graf Aldobrandin
                1. Anastasia, Gräfin von Nola, Dame de Chailly et de Longjumeau; ⚭ Raimondo Orsini, Neffe von Papst Nikolaus III.
                2. Thomasse; ⚭ Pietro Vico, Präfekt von Rom

              4. Amaury († um 1300), Domschatzmeister in York
              5. Eleanor († 1282); ⚭ Llywelyn ap Gruffydd, Fürst von Wales († 1282), (Haus Gwynedd)

            4. Amicia († 1252); ⚭ Gaucher de Joigny († vor 1237, Haus Joigny), Sire von Châteaurenard

          2. Guy († 1228), Seigneur de la Ferté-Alais et de Castres-en-Albigeois; ⚭ Helvid Ibelin († vor 1216), Tochter von Balian II.
            1. Philipp I. († 1270), Seigneur de Castres et de la Ferté-Alais, 1241 Herr von Toron, 1246 Herr von Tyros, 1248 Thronprätendent im Königreich Armenien; ⚭ I Eleonore de Courtenay († vor 1230), Tochter von Peter II., Kaiser von Konstantinopel (Haus Frankreich-Courtenay); ⚭ II Marie von Antiochien, Erbin von Toron, Tochter von Raimund Ruben, Fürst von Antiochia, (Ramnulfiden)
              1. (I) Philipp II. († 1270), Seigneur de Castres et la Ferté-Alais; ⚭ Jeanne de Lévis († 30. Mai 1284) (Haus Lévis)
                1. (I) Jean II. († vor 1300), Graf von Squillace und Montescaglioso
                2. (I) Laure († vor 1300); ⚭ Bernard VII., Graf von Comminges († 1312), (Haus Comminges)
                3. (I) Eleonore (1338 bezeugt), Dame de Castres et de la Ferté-Alais; ⚭ Jean V., Graf von Vendôme († nach 1315), (Haus Montoire)
                4. (I) Jeanne; ⚭ I Guigues VI. d’Albon, 1270 Graf von Forez († 1278), (Haus Albon); ⚭ II Ludwig von Savoyen, Baron de Vaud († nach 1302), (Haus Savoyen)

              2. (II) Jean I. († 1283), Herr von Tyros; ⚭ Margarete von Lusignan, 1268 Titular-Fürstin von Antiochia, Tochter von Heinrich von Antiochia, (Ramnulfiden)
              3. (II) Honfroy († 1284), Herr von Tyros; ⚭ Eschiva von Ibelin († 1312), Herrin von Beirut, Erbtochter von Johann II., Herr von Beirut, sie heiratete in zweiter Ehe Guido von Lusignan, Konstabler von Zypern († um 1302), (Haus Lusignan)
                1. Rupen († 1313), Titularherr von Toron und Tyros; ⚭ Maria von Ibelin († nach 1340), Tochter von Balian, Seneschall von Zypern († 1302)
                  1. Honfroy († 1326), 1325 Konstabler von Zypern
                    1. Eschiva († vor 1353); ⚭ 1342 Peter I., König von Zypern († 1369), (Haus Lusignan)

                2. Jeanne; ⚭ 1322 Balian von Ibelin (* 1302), Titularherr von Jaffa

            2. Guy († 1254), Herr von Lombers

          3. Peronelle († 1216); ⚭ Barthélémy de Roye († 1237), Großkämmerer von Frankreich (Haus Roye)

      3. (II) Agnes († 1181), Dame de Gournay-sur-Marne; ⚭ 1141 Galéran IV. de Beaumont, Graf von Meulan († 1166), (Haus Beaumont)

## Andere Adelsgeschlechter des Namens Montfort
- Haus Montfort-Laval (Zweig des Hauses Laval aus Montfort-sur-Meu)
- Seigneurs de Montfort-sur-Risle
- Baron Montfort, zweifach verliehener britischer Adelstitel
- Montfort (Adelsgeschlecht) aus Schwaben